# VALE TUDO JAPAN '99
VALE TUDO JAPAN '99（バーリ・トゥード・ジャパン 99）は、日本の総合格闘技団体「VALE TUDO JAPAN」の大会の一つ。1999年12月11日、千葉県浦安市の東京ベイNKホールで開催された。

## 大会概要
本大会では日本対ブラジルの対抗戦が組まれた。

## 試合結果
第1試合 VTJルール 70kg契約 8分3R
○  佐藤ルミナ vs.  ハファエル・コルデイロ ×
1R 1:01 膝十字固め
第2試合 VTJルール 76kg契約 8分3R
○  加藤鉄史 vs.  アンジェロ・セウジオ ×
1R 7:43 TKO（ギブアップ：マウントパンチ）
第3試合 VTJルール 70kg契約 8分3R
○  五味隆典 vs.  ジョニー・エドゥアウド ×
3R 1:43 スリーパーホールド
第4試合 VTJルール 65kg契約 8分3R
△  池田久雄 vs.  ジョン・ホーキ △
3R終了 時間切れ
第5試合 ブラジリアン柔術ルール 70kg契約 10分1R
○  ヴィトー・"シャオリン"・ヒベイロ vs.  中井祐樹 ×
1R終了 ポイント10-0
第6試合 VTJルール 70kg契約 8分3R
△  巽宇宙 vs.  アレクサンドレ・フランサ・ノゲーラ △
3R終了 時間切れ
第7試合 VTJルール 71kg契約 8分3R
△  宇野薫 vs.  アンドレ・ペデネイラス △
3R終了 時間切れ
第8試合 VTJルール 76kg契約 8分3R
○  桜井"マッハ"速人 vs.  アロウド・ビクトリアーノ ×
3R 1:31 TKO（レフェリーストップ：マウントパンチ）